# Gouvernement Kaloega
Het gouvernement Kaloega (Russisch: Калужская губерния, Kaloezskaja goebernija) was een gouvernement (goebernija) of provincie in het keizerrijk Rusland. 

## Geschiedenis
Het gouvernement Kaloega bestond van 1796 tot 1929. Het ontstond uit het Kozakken-Hetmanaat en ging op in de oblast Kaloega. Het grensde aan de gouvernementen Moskou, Orjol, Toela en Smolensk. Het bestond uit elf oejazden en had als hoofdstad Kaloega.  